# Ken Menke
Kenneth Howard Menke, detto Ken (East Dundee, 2 ottobre 1922 – Elgin, 2 settembre 2002), è stato un cestista e allenatore di pallacanestro statunitense, professionista nella NBL e nella NBA.